# Ginnastica ritmica ai I Giochi panamericani giovanili
Le competizioni di ginnastica ritmica ai I Giochi panamericani giovanili si sono svolte dal 2 al 5 dicembre a Cali, in Colombia

## Podi
| Evento               | Oro                     | Argento                 | Bronzo              |
| All-Around           | Maria Eduarda Alexandre | Nayenne Ashenaffi       | Sarah Mariotti      |
| Palla                | Nayenne Ashenaffi       | Maria Eduarda Alexandre | Sarah Mariotti      |
| Cerchio              | Maria Eduarda Alexandre | Crista Hernandez        | Isadora de Oliveira |
| Clavette             | Maria Eduarda Alexandre | Sarah Mariotti          | Isadora de Oliveira |
| Nastro               | Sarah Mariotti          | Isadora de Oliveira     | Sofia Perez         |
| All-around a squadre | Messico                 | Brasile                 | Stati Uniti         |
| 5 palle              | Messico                 | Brasile                 | Stati Uniti         |
| 5 nastri             | Brasile                 | Messico                 | Stati Uniti         |